# Stolk
Stolk là một đô thị thuộc huyện Schleswig-Flensburg, trong bang Schleswig-Holstein, nước Đức. Đô thị Stolk có diện tích 14,54 km², dân số thời điểm 31 tháng 12 năm 2006 là 836 người.